# Lysander Spooner
Lysander Spooner (Athol, 19 de janeiro de 1808 – Boston, 14 de maio de 1887) foi um jurista, filósofo político, empresário, abolicionista, jusnaturalista e anarquista individualista americano. Foi partidário da resistência fiscal, do movimento de reforma do trabalho e membro da Associação Internacional dos Trabalhadores.

## Abolicionismo
Spooner nasceu em Massachusetts (Estados Unidos) em 19 de junho de 1808. Formou-se como jurista e começou a militar em organizações abolicionistas, oferecendo seus serviços legais a fugitivos, e tendo um papel relevante contra o julgamento e contra a execução do abolicionista John Brown em 1859. Já em 1845 escrevera Unconstitutionality of slavery (Inconstitucionalidade da escravidão), ensaio radical contra a escravidão; De maneira geral, Wendell Phillips contestou a noção de Spooner de que qualquer lei injusta deveria ser considerada juridicamente nula pelos juízes. e em 1850, A defense for fugitive slaves (Uma defesa para os escravos fugitivos), uma defesa do direito dos escravos a fugirem. Em 1858, circulavam panfletos de autoria de Spooner advogando por uma guerrilha de escravos e libertos negros, bem como de sulistas abolicionistas e dos abolicionistas do norte contra os donos de escravos. Apesar de defender a violência como meio contra a escravidão, Spooner denunciou o uso da mesma contra secessionistas sulistas durante a Guerra de Secessão.

## Anarquismo
Spooner relacionou rapidamente o direito dos escravos a puxar pelo fim da escravidão com as ideias anarquistas e, em 1870, escreve The Constitution of no authority, onde se afirma como pensador anarquista. Nele, Spooner advoga contra as acusações de traição contra secessionistas, e defende que qualquer governo é uma associação criminosa e vigarista, e ainda que toda legislação se opõe ao Direito natural e é por isso criminosa. Essa obra teria grande influência entre os filósofos anarquistas norte-americanos.
A sua interpretação libertária do direito natural levou-o a propor o levantamento das pessoas contra os governos e as suas periferias capitalistas que impedem com a sua legislação o desenvolvimento do que é natural em direito. Expõe estas ideias na obra A ciência da justiça, onde estende a responsabilidade do governo ao exército e a polícia, que considera serem ferramentas para proteger a plutocracia e os monopólios relacionados com os conceitos de Estado e poder.
Juridicamente, Spooner defendeu a nulificação por júri como uma garantia legal numa sociedade anarquista, onde o júri não só aplicaria a lei em cada caso, senão que julgaria a legitimidade mesma da lei que rege em cada caso.

## Carreira
Spooner também se ocupou da economia, advogando por um sistema de livre mercado de créditos numa banca livre. Ademais, fundou a American Letter Mail Company, uma empresa de correios que visava demonstrar que qualquer iniciativa particular e descentralizada seria mais eficiente do que uma iniciativa estatal centralizada, denunciando ademais a sua insubordinação ao Estado - que tinha o monopólio dos correios.

## Morte
Spooner faleceu em 14 de Maio de 1887, aos 79 anos, em sua residência em Boston. Benjamin Tucker, que era próximo de Spooner, organizou o funeral e escreveu o obituário.

## Influência
A influência de Spooner se dá primeiramente pelo seu ativismo abolicionista e pela sua concorrência com o monopólio do serviço postal norte-americano, que ajudou a reduzir as tarifas daquele significativamente. Os escritos de Spooner contribuíram para o desenvolvimento do libertarianismo nos Estados Unidos.
Um trecho do livro de Spooner, Inconstitucionalidade da escravidão, foi citado por um juiz em um caso da Suprema Corte dos Estados Unidos em 2008, versando sobre a necessidade do porte de armas para combater a escravidão, bem como por outro juiz no ano seguinte.